# 罗昌秀
罗昌秀（1923年—2002年12月31日），四川宜宾人，川剧《宜宾白毛女》原型，因受当地恶霸压迫，逃入深山17年，期间其头发变得全白，后受到陈毅元帅接见。

## 生平[2]
1923年生于四川省宜宾县凤仪乡张湾头，其父为罗锡朋，与时任凤仪乡团总罗锡章、保长罗锡联兄弟为同族同亲，兄弟俩为侵夺罗锡朋田地，先后威胁恐吓并焚烧其房屋，罗锡章去世后，罗锡联继续设法夺地，终使罗锡朋将田地尽数典当给罗锡联，并于1937年腊月去世。转年春节，在罗锡联老婆陶天珍的介绍下，哥哥罗昌宝与妹妹罗昌秀先后来到罗锡联家中做长工与丫头，期间多次受到罗锡联与陶天珍的欺辱。1939年，一次殴打致罗昌秀通体便伤、大小便失禁，并使其逃往断头山，其兄也随后赶来，罗锡联曾数次带人搜山，并曾经搜到兄妹二人，在一番毒打后，二人再次逃脱。三个月后，罗昌宝顾及山下母亲与弟弟的生存，在与罗昌秀商议后，下山回家，并在族人的干预下，罗锡联返还部分田地，并再次雇其为长工，而罗昌秀则继续在山中的三个山洞生存。
1949年底，凤仪乡解放，中共在此地进行土改，罗昌秀家也得到相应土地。1950年4月，其兄罗昌宝，被陶天珍、罗昌权带领的王启平、罗云海、王世富等人枪杀。1951年，村农会主席周天琴经母亲古隆珍的讲述知晓罗昌秀的事迹，并将此事上报，双龙区区委与宜宾县县委得知后，下达了将罗昌秀接下山的指示。1952年，罗锡联去世。1955年，罗昌秀母亲何氏去世，期间罗昌秀回家吊丧，后又回到山上。
1956年4月，其弟罗昌高将罗昌秀的山洞捣毁，并进行劝说，使罗昌秀终于下定决心下山回村生活，居住在柏乡社（柏乡湾村）。1957年春，在邻居晏树君的介绍下，与时任小河社（小河村）行政组长文树荣相识，并于当年农历五月初二结婚。1958年3月，出席宜宾县先进生产者代表大会。同年4月28日，在自贡受到时任国务院副总理陈毅的接见。1958年5月，列席宜宾县人大会议，下旬参加县区乡三级干部会议与县妇女代表会。1958年6月，宜宾川剧团根据罗昌秀真实事迹改编的川剧《宜宾白毛女》首演，并邀请罗昌秀观看，同月25日在成都公演，使其事迹为全川所知。1958年8月，宜宾专区派出专门工作组调查此事，12月上旬将证物在宜宾大观楼展出，中旬将展览移至四川博物院。1958年12月23日，其长子文关怀出生，母子健康。1959年1月6日，在宜宾县城北广场召开公审大会，罗昌秀上台作证，宜宾法院判处主犯陶天珍死刑，主犯罗昌权因已经病死不予追究。而凶犯王启平、罗云海、王世富等人因攻击解放军与枪杀罗昌宝等案各按罪行大小被判处无期徒刑与有期徒刑。
在六十年代，罗昌秀多次当选先进个人、标兵、劳动模范，被选为四川省人大代表与四川省妇女代表。文革期间，虽多次被指定为省、市、县、乡革委会群众代表，但其个人从不参加派别活动，并对以其名号成立的各种白毛女群众组织表示反感。在文革时期担任过凤仪公社民兵连连长，1984年，担任宜宾县政协委员，享受国家行政机关工作人员待遇。2001年7月18日18时8分，关于其事迹的专题片与中国共产党成立80周年献礼片——《真实的白毛女》在中央电视台首播。2002年12月31日，因心肌梗塞病逝于宜宾，享年80岁。

## 家族
- 父：罗锡朋，1937年腊月去世。
- 母：何氏，1952年去世。
- 兄：罗昌宝，被陶天珍、罗昌权带领的王启平、罗云海、王世富等人枪杀。
- 弟：罗昌高
- 夫：文树荣，小河村行政组长。
- 儿：文关怀，1958年12月23日生于川南宜宾专区人民医院，成年后参军，退伍后，到工商所、乡政府等单位工作，先后任黄格乡、凤仪乡党委副书记和工商所所长，多次受上级表彰。
- 女儿：文关容，于一酒厂工作。
- 孙子：文强，毕业于四川交通技术学院桥梁专业，于一铁路单位工作。
- 孙女：文清华，毕业于四川化工职业学院，2009年以宜宾市第二名的成绩考入双龙镇大学生村官，后担任红旗村村主任助理[5][6]。
- 外孙：王德奎，大学学历，在一工厂从事技术指导工作，现居浙江宁波。